# 5시N 대.세.남
5시N 대.세.남은 KBS대전 1라디오에서 평일 오후 5시 5분부터 오후 5시 58분까지 방송되는 시사교양 프로그램이다.

## 진행
- 김형철 아나운서